# Queda livre

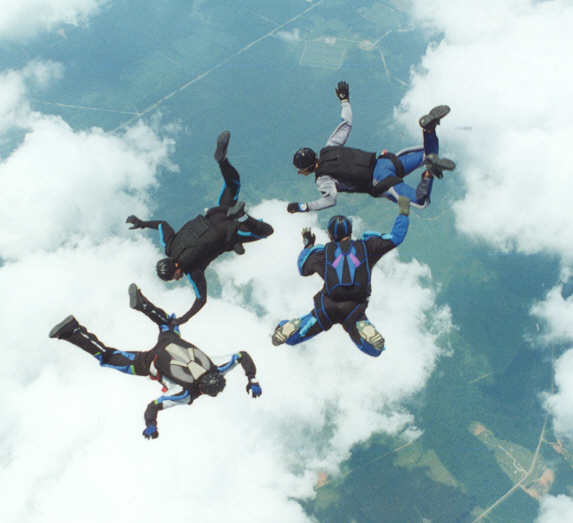
Paraquedistas na porção de queda livre de um salto de pára-quedas.

Em mecânica clássica, queda livre é o movimento resultante unicamente da aceleração provocada pela gravidade.
Exemplos:
- Uma nave espacial com seus propulsores desligados
- A trajetória da Lua ao redor da Terra, a órbita da Terra ao redor do Sol, ou a órbita de um asteroide ao redor do Sol.
- Na Terra, caindo através de um tubo no vácuo, por exemplo:
  - Para um experimento físico
  - Nos centros de experiências da NASA

Exemplos de casos onde outras forças atuam, não sendo quedas livres no conceito da Física:
- Ficar de pé sobre o chão, sentar sobre uma cadeira no chão, etc. (o peso é contrabalanceado pela força de reação normal do chão)
- Voando em um avião (o peso é balanceado pela força de sustentação das asas do avião)
- Reentrada na atmosfera, pouso com um paraquedas: a força peso é contrabalanceada pelo arrasto (resistência do ar)
- Durante uma manobra orbital de uma espaçonave, seus foguetes lhe proporcionam propulsão
- A queda de um objeto do alto de um prédio (resistência do ar não desprezível)

Mas geralmente, a queda livre é classificada como a condição de aceleração causada apenas pela gravidade: no paraquedismo, free fall (skydiving) se refere ao ato de cair e atrasar a abertura do paraquedas.
Com a resistência do ar, um objeto que está em queda livre irá atingir sua velocidade terminal (cerca de 200 km/h - valor para um homem caindo na posição de barriga para baixo); a velocidade terminal depende de muitos fatores (como massa, coeficiente de arrasto, e área relativa da superfície) se a queda for de uma altitude suficiente (2.000 pés ou 600 m).

## Quedas com um peso que não se altera

### Sem arrasto (resistência) do ar - ou queda livre

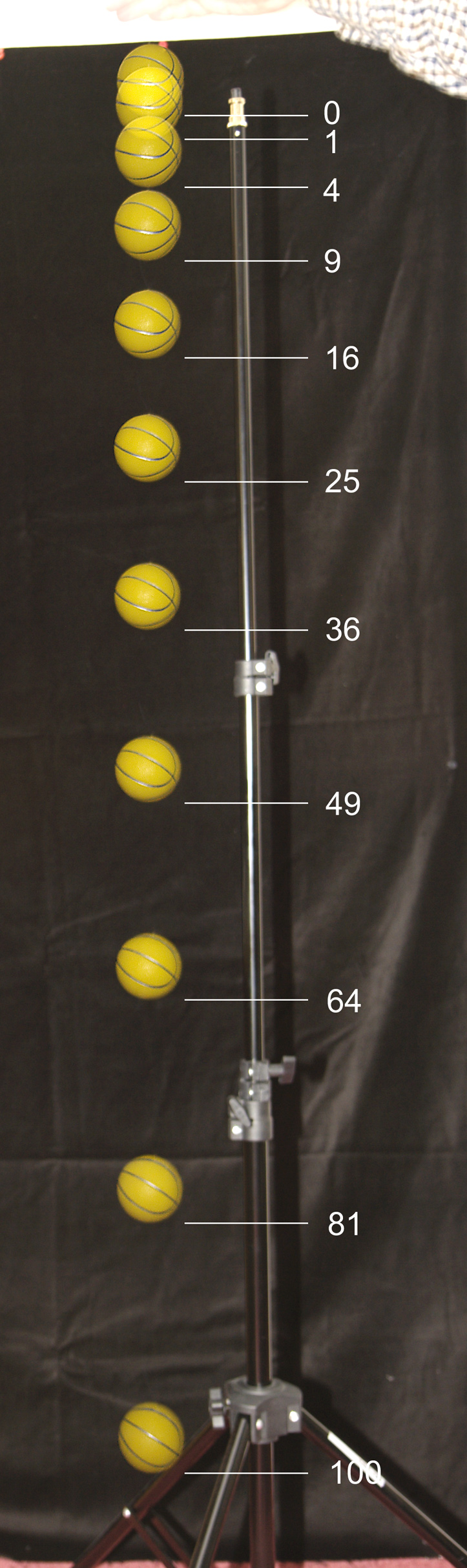
Experimento que mostra o crescimento do espaço com o quadrado do tempo

{\displaystyle v_{y}=-gt+v_{y0}\,}
{\displaystyle y=-{\frac {1}{2}}gt^{2}+v_{y0}t+y_{0}}
onde
{\displaystyle v_{y0}} -  velocidade inicial
{\displaystyle y_{0}} -  altitude inicial
{\displaystyle t} - tempo
{\displaystyle g} - aceleração causada pela gravidade

## Pessoas que sobreviveram a quedas livres
Três pilotos sobreviveram a quedas livres de cerca de 6.000 metros (20.000 pés) sem um paraquedas na Segunda Guerra Mundial; Tenente I. M. Chisov foi um piloto de bombardeio russo, Sgt. Alan Magee era um atirador americano em um B-17, e o Sgt. Nicholas Alkemade era um atirador britânico em um bombardeiro Lancaster. Estima-se que uma pessoa caindo na posição "caixa" alcance uma velocidade terminal de cerca de 200 km/h (120 mph) depois de uma queda de somente 300 metros (1.000 pés), ou seja, os 5.700 metros (19.000 pés) de queda que eles sofreram não tornaram estas quedas mais perigosas, exceto pelo fato da falta de oxigênio em altas altitudes. Os três homens perderam a consciência durante suas quedas, e dois deles aterraram em terrenos cobertos com neve profunda, o que provavelmente foi um fator decisivo para a sobrevivência de suas quedas.
Vesna Vulović, uma aeromoça da Yugoslávia, sobreviveu de uma queda de 10.160 metros (33.330 pés) quando o avião DC-9 em que ela estava viajando explodiu sobre Srbská Kamenice, Checoslováquia, em 26 de Janeiro de 1972. Ela manteve-se presa no seu assento de hospedeira na cauda do avião, que se manteve preso aos banheiros. Estas partes do avião caíram numa montanha coberta de neve. Acredita-se que uma bomba terrorista tenha sido a causa da explosão. Vesna quebrou as duas pernas e ficou 27 dias em coma e temporariamente paralítica. Nenhum outro passageiro sobreviveu à queda.
Histórias sobre russos soltando tropas sem paraquedas durante a Segunda Guerra Mundial foram provavelmente fabricadas.
Foi noticiado que duas das vítimas do atentado de Lockerbie sobreviveram um período curto após atingirem o chão, mas morreram por terem graves lesões antes da ajuda chegar.
Em Dezembro de 2006, Michael Holmes, um paraquedista Britânico, sobreviveu de uma queda de 3.900 metros (13.000 pés) quando o seu paraquedas principal e também o de reserva falharam na abertura. Ele caiu na Nova Zelândia, num arbusto de amora-silvestre, e apenas quebrou o tornozelo e perfurou um pulmão. O pára-quedas, mesmo apenas emaranhado, sem funcionar, deve ter causado um certo arrasto (resistência) que impediu que o homem atingisse o que teria sido sua velocidade terminal normal.

## Recordes de queda livre

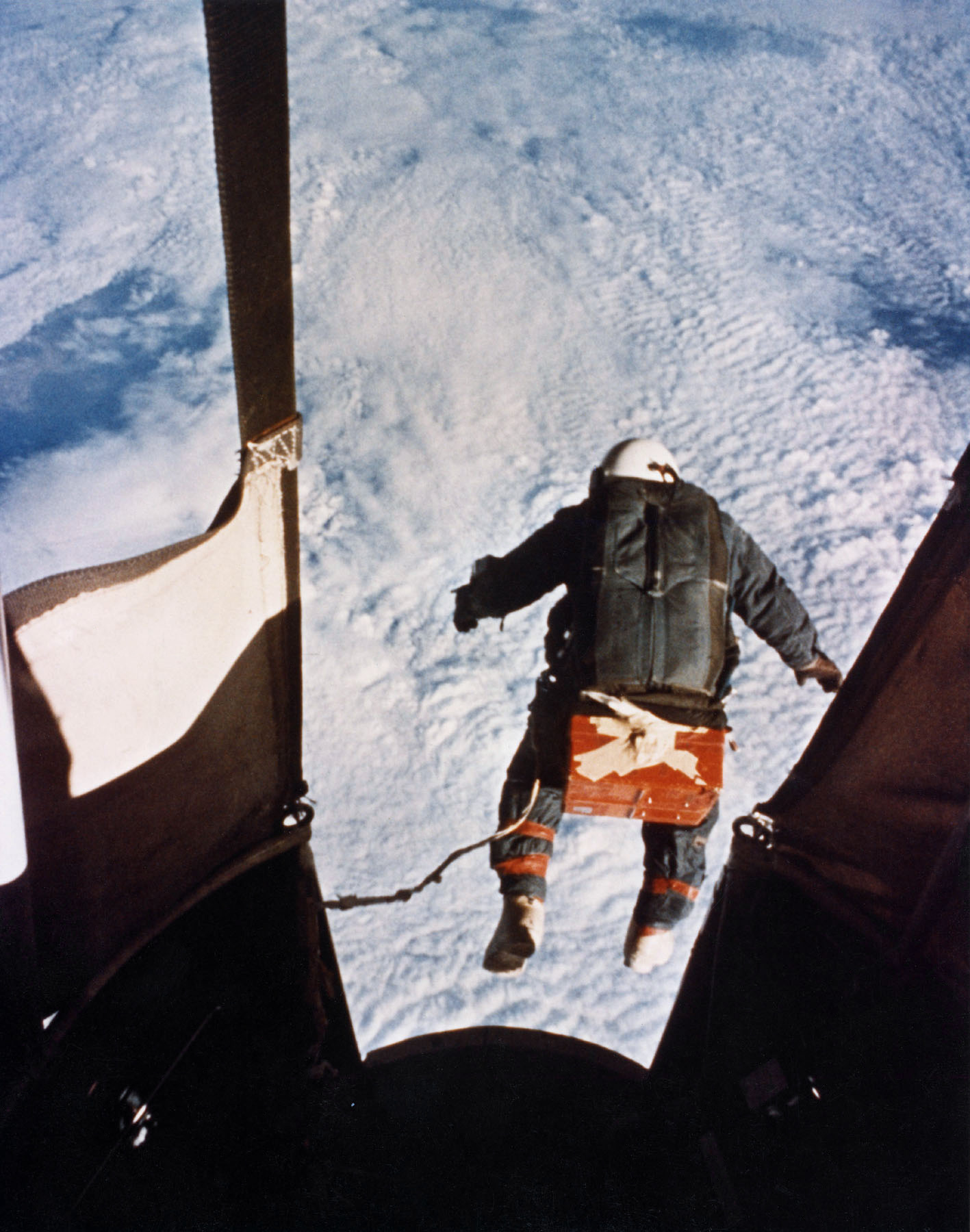
Joseph Kittinger começando seu mergulho que quebrou o recorde de queda livre.

Como parte do Projecto Excelsior, em 16 de Agosto de 1960, Joseph Kittinger (EUA) quebrou o recorde de queda livre mais demorada (4 minutos e 36 segundos) e de velocidade máxima (988 km/h), antes de abrir seu paraquedas a cerca de 5500 m (18 000 pés). Kittinger pulou de um balão de hélio, especialmente construído, a uma altitude de 31 300 m (102 800 pés), o que também lhe deu os recordes de mais alta ascensão em um balão e mais alto salto de paraquedas.
Alguns dizem que o salto de Kittinger não foi uma queda livre real, já que ele usou um pequeno paraquedas para estabilizar sua queda e seu salto era para fins militares. Kittinger teria percorrido então cerca de 25 800 m de queda livre.
De acordo com o Guinness Book of Records, Eugene Andreev (URSS) detém o recorde oficial da FAI (Federação Aeronáutica Internacional) de maior queda livre. No dia 1 de Novembro de 1962, perto da cidade de Volsk, Andreev percorreu a distância de 24 500 m, depois de pular de uma altitude de 25 458 m (83 523 pés) e só abrindo seu paraquedas a 958 m do solo. Andreev aterrisou com segurança perto da cidade de Saratov.
No dia 14 de Outubro de 2012 o recorde de maior altitude foi quebrado pelo paraquedista austríaco Felix Baumgartner que saltou de uma altitude de aproximadamente 39 quilómetros. O salto fez parte do projeto Red Bull Stratos. Marcado para o dia 9 foi, devido às condições atmosféricas, adiado 2 vezes (primeiro para dia 12 e depois para o dia 14), Felix saltou de uma cápsula levada por um balão à estratosfera por volta das 15:05 (horário local de Roswell-EUA). A subida demorou 150 minutos. Para saltar, ele teve de respirar oxigênio puro para eliminar o nitrogênio de seu sangue, que poderia se expandir a grande altitude e com isso ameaçar sua saúde. Com o sucesso do salto, o austríaco afirmou que quer “inspirar a próxima geração”. “Quero ajudar quem quiser vir e quebrar meu recorde”, disse ele.
Em outubro de 2014, Alan Eustace, vice-presidente do Google, estabeleceu um novo recorde de queda livre ao saltar de uma altura de 41 420 m (135 908 pés). O salto foi preparado discretamente durante 3 anos. Auxiliado por um balão de hélio, o recordista partiu do estado Novo México (EUA) trajando uma veste especial que o permitiu superar a falta de oxigênio e atingir uma velocidade supersônica de 1322 km/h.
Em 14 de maio de 2017, Brysonm William Verdun Hayes, um veterano da II Guerra Mundial bateu o recorde do Guinness ao tornar-se na pessoa mais velha a fazer queda livre. O inglês lançou-se de paraquedas a mais de quatro quilómetros do chão. A proeza transformou Brysonm com 101 anos e 38 dias de idade, no homem mais velho do mundo a fazer queda livre.